# IC 3119
IC 3119 је спирална галаксија у сазвјежђу Береникина коса која се налази на листи објеката дубоког неба у Индекс каталогу.
Деклинација објекта је + 24° 41' 20" а ректасцензија 12h 18m 8,4s. Привидна величина (магнитуда) објекта IC 3119 износи 14,8 а фотографска магнитуда 15,6. IC 3119 је још познат и под ознакама CGCG 128-72, NPM1G +24.0276, KUG 1215+249, PGC 39490.